# Josef Jura
Josef Jura (6. července 1894 Batouchovice – 7. září 1958 Praha) byl český a československý politik Komunistické strany Československa, poválečný poslanec Prozatímního a Ústavodárného Národního shromáždění a Národního shromáždění ČSR.

## Biografie
Pocházel z malozemědělské rodiny. Vystudoval reálné gymnázium. Za 1. světové války přeběhl k Italům a sloužil v československých legiích v Itálii. Od 20. let 20. století byl aktivní v odborovém hnutí, od roku 1929 byl členem KSČ. Za nacistické okupace byl zatčen a vězněn v Buchenwaldu kvůli ilegální politické práci.
Roku 1946 se uvádí jako poštovní úředník, legionář a předseda výboru zaměstnanců v dopravě při ÚRO.
V letech 1945–1946 byl poslancem Prozatímního Národního shromáždění za KSČ, respektive jako delegát Ústřední rady odborů. V parlamentních volbách v roce 1946 se za komunisty stal poslancem Ústavodárného Národního shromáždění. Ve volbách do Národního shromáždění roku 1948 byl zvolen poslancem Národního shromáždění za KSČ ve volebním kraji Praha. V Národním shromáždění setrval do voleb v roce 1954.
Na VIII. sjezdu KSČ byl zvolen členem Ústředního výboru Komunistické strany Československa. Roku 1950 se uvádí jako poslanec a náměstek ministra. Zúčastnil se tehdy s vládní delegací obhlídky rozestavěné přehradní nádrže na Vltavě. Od 25. května 1954 působil jako československý velvyslanec v Itálii. Počátkem roku 1956 navštívil, coby velvyslanec, dějiště zimních olympijských her v Cortině d'Ampezzo. Zemřel v září 1958 v Praze.